# فاجعه در شکارگاه
فاجعه در شکارگاه نام یک کتاب ادبی است که توسط آنتوان چخوف، نویسندهٔ اهل روسیه نوشته شده‌است.